# 伊藤佳子
伊藤 佳子（いとう よしこ、1965年3月26日 - ）は、文化放送の元アナウンサー（契約社員）で、同局の報道スポーツセンター所属の報道記者・気象予報士・防災士・健康気象アドバイザー。
東京都出身（生まれは北海道）。東京都立新宿高等学校、学習院大学理学部数学科卒業後、宮崎放送を経て、中途採用で文化放送にアナウンサーとして入社。同僚の鈴木純子アナウンサーと組んだユニット「浜松町姉妹」として、吉田照美 飛べ!サルバドールに不定期出演していた。報道部に異動後、2018年4月からは記者として「ニュースパレード」、「斉藤一美 ニュースワイドSAKIDORI!」に出演。
教員免許（数学）、初級システムアドミニストレータの資格を所有。身長151cm、体重38kg。2児の母でもある。血液型A型。

## 出演番組

### 現在
- SDGs Voice
- 防災アワー
- みのりの箱 クリーンライフメモ（月〜金 12:30、16:33頃）

### 過去
- 福井謙二 グッモニ（月〜金　7:00 - 9:00）- 月曜〜水曜の天気予報コーナーを担当。
- お天気・気象転結（くにまるワイド　ごぜんさま〜→くにまるジャパン内　月・火・水曜担当）
- 宗次郎 オカリーナの森から（土 17:15〜17:30） - アシスタント
- 浄土宗の時間（日 5:35〜5:45）
- やくみつるの目指せ! 安心社会 〜はたらく人応援団〜（SET UP!!→キニナル内　2012年10月 - 2013年6月30日、2013年11月20日 - ）
- みのもんたのウィークエンドをつかまえろ
- 梶原しげるの本気でDONDON
- 情報カンヅメ リビングインフォメーション
- 文化放送サタデー・インフォメッ!
- キンキンのサンデー・ラジオ
- HARAHARA最先端情報（吉田照美のやる気MANMAN!内　月曜13:40頃）※2007年3月19日で降板
- 笑顔でおは天!!
- 吉田照美 ソコダイジナトコ（主に、月、火、水曜の天気予報コーナーを担当）
- 村田昭治のときめく一日を
- 太田裕美のおいしい噂
- おはなし玉手箱
- くにまるジャパン
- 吉田照美 飛べ!サルバドール
- ハート・リング健康Radio〜認知症と手をつなごう〜
- ニュースパレード 月曜担当
- アーサー・ビナード 午後の三枚おろし（2017年4月-2018年3月）